# 벤세르 라 쿨파
《벤세르 라 쿨파》(스페인어: Vencer la culpa)는 2023년 방영된 멕시코의 텔레노벨라이다.